# Gierlinger Park

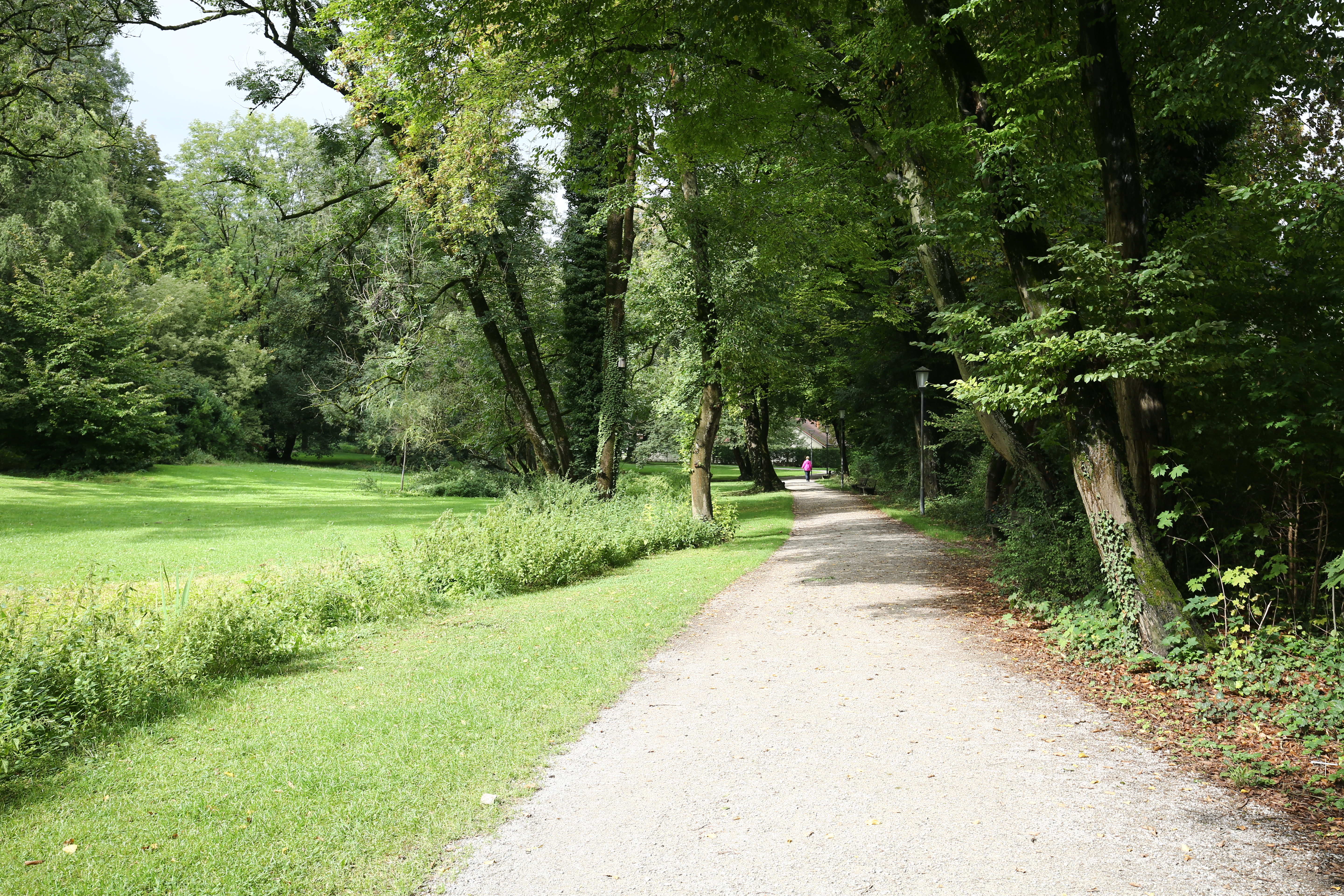
Der Gierlinger Park in München-Thalkirchen

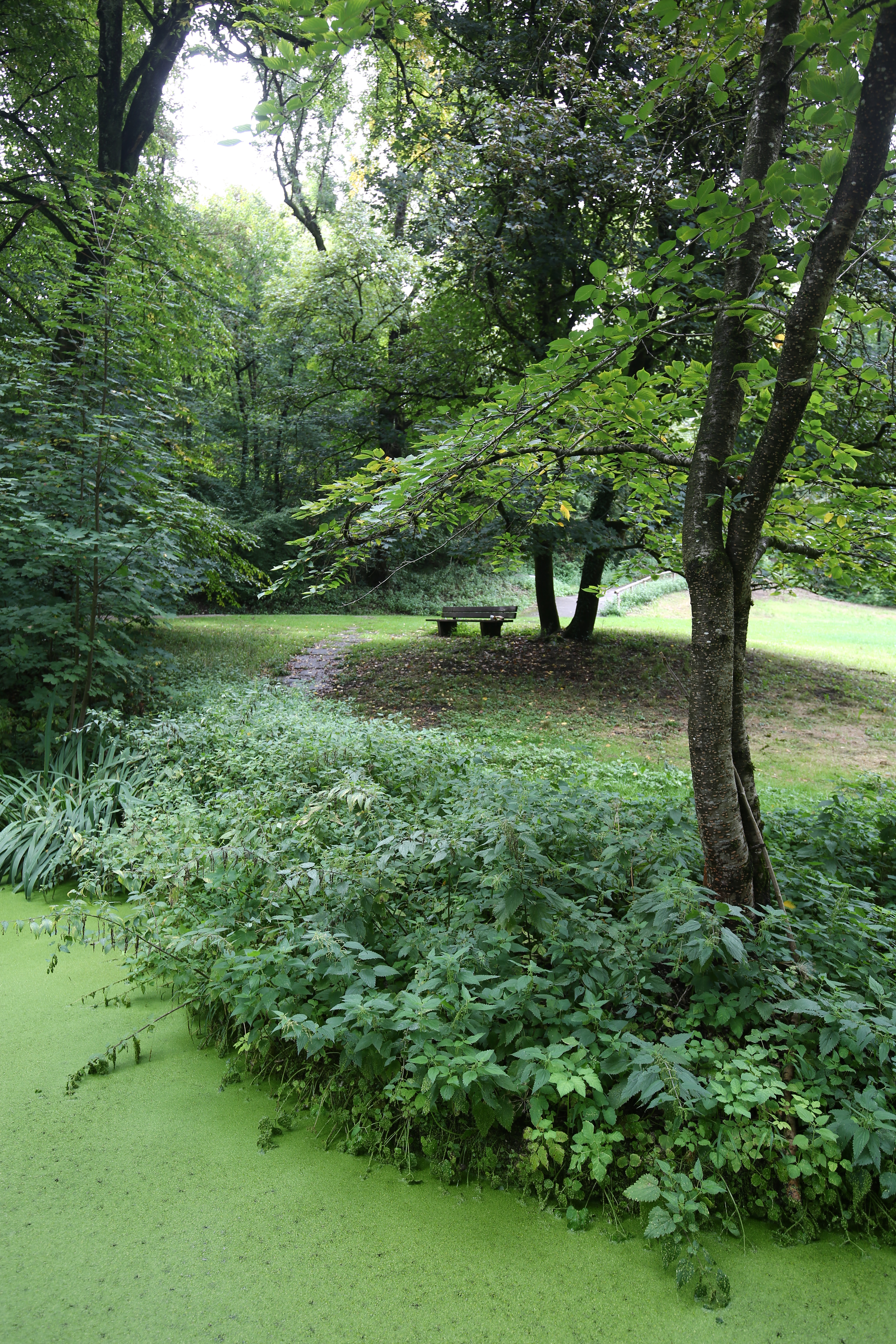
Hang und Wasserlauf

Der Gierlinger Park ist seit 1965 eine 3,4 ha große, öffentliche Grünanlage im Münchner Stadtteil Thalkirchen.
Das Grundstück erstreckt sich in Nord-Süd-Richtung an der Hangkante der Isar und umfasst den Hang und einen ebenen Bereich unterhalb. Nördlich liegt der Kern des ehemals selbständigen Dorfes Thalkirchen mit der Kirche Maria Thalkirchen, im Süden liegt das Asam-Schlössl von Maria Einsiedel. Der Park gehört damit zu einer fast durchgehenden Kette von Grünanlagen unterhalb der Hangkante, die von Hinterbrühl über den Neuhofener Berg bis unterhalb des Harras reicht. 
Mehrere Quellaustritte am Hang speisen einen kleinen Wasserlauf, der unterirdisch zum Floßkanal abgeleitet wird. Im Park liegt ein Stützpunkt der Abteilung Gartenbau des Münchner Baureferats, von dort werden Grünanlagen im weiteren Umfeld betreut.

## Geschichte

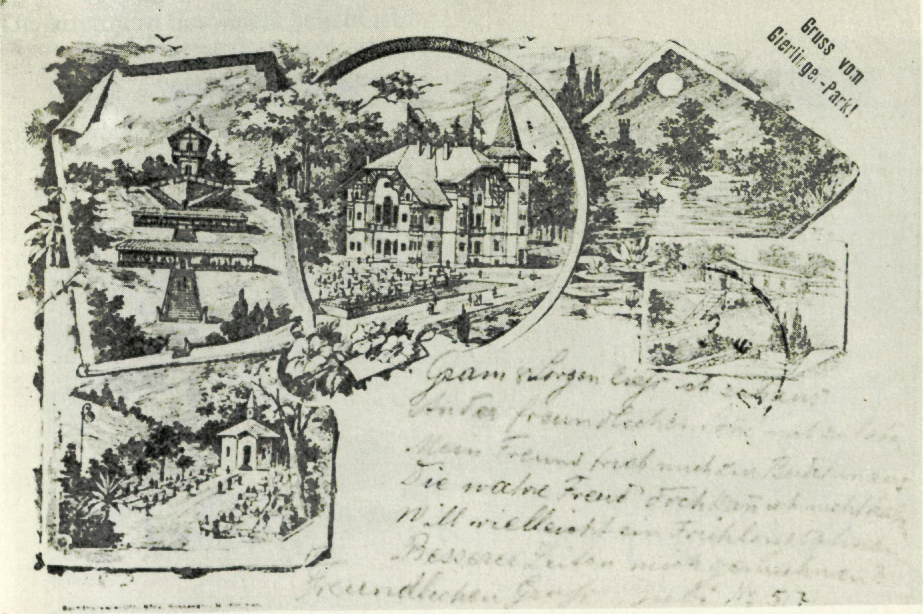
Postkarte von 1900 mit den Angeboten des Parks

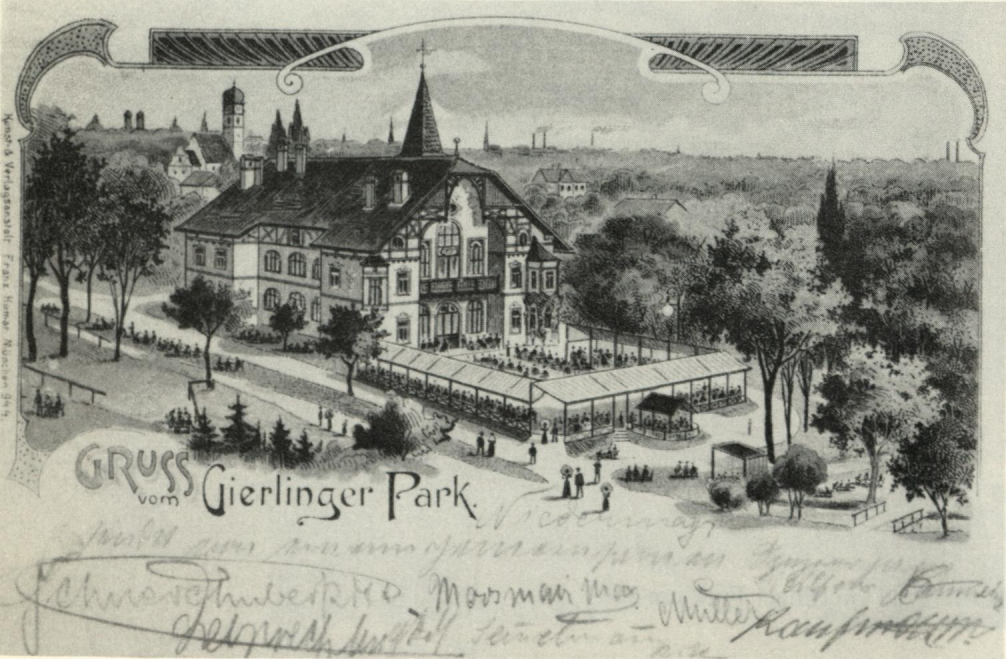
Postkarte um 1900 mit dem Restaurant-Gebäude, später Mädchenheim

Auf dem Grund des heutigen Parks ist seit 1810 ein Wohnhaus mit großzügigen Nebengebäuden nachgewiesen, das Aloys Basselet von La Rosée gehörte. Seine Familie verkaufte das Anwesen 1855 an den Appelationsgerichtsrat Dr. Konrad Pregler und seine Frau Josefine; auch 1860, 1873, 1875 und 1879 wurde das Grundstück jeweils verkauft. 1879 errichteten die Besitzer Johann und Barbara Wolf einen Neubau, Grundstück und Bebauung zusammen wurden damals mit 27.428 Mark bewertet. Noch im selben Jahr tauschten die Wolfs das Grundstück mit dem Apothekerehepaar Otto und Klara Gierlinger gegen deren Gut, seitdem trug der Besitz den Namen Gierlingeranwesen. Mitbesitzer war der Maler Josef Wagner, den die Gierlingers 1885 auszahlten. 1896 starb Otto Gierlinger, 1907 Klara. 
Thalkirchen war zum 1. Januar 1900 nach München eingemeindet worden. In diesem Jahr errichtete der Sohn des Ehepaars Gierlinger am Nordende des Grundstücks nahe der Kirche ein Café und ein Restaurant mit Garten. Er erweiterte die Freizeitangebote um eine Almhütte, eine Kegelbahn und einen Weiher für Gondelfahrten. Im Sommer fanden täglich Konzerte statt. Damit schuf er ein Ziel für den Ausflugsverkehr aus München, der aus den Wallfahrten nach Thalkirchen hervorgegangen war. Der Betrieb war wirtschaftlich nicht erfolgreich. Ab 1904 stand das Restaurant leer, nach dem Tod von Klara Gierlinger löste die Familie alle Betriebe auf dem Grundstück auf. Bis 1911 bauten die Bauunternehmer Gebrüder Rank das Restaurantgebäude in das Mädchen-Institut Prinz-Ludwigshöhe-Thalkirchen um, das durch Frau Dr. Himmer von der Familie Gierlinger gepachtet und bis 1916 betrieben wurde. Ab 1918 leitete der Sozialdienst katholischer Frauen die Einrichtung und eröffnete in den Folgejahren mehrere weitere Angebote auf benachbarten Grundstücken. Seit 1921 war die Stadt München Eigentümer des Hauses, das im Zweiten Weltkrieg weitgehend zerstört wurde.
Nach dem Krieg wurde die Ruine von Wohnungslosen genutzt, ein Flüchtling richtete vorübergehend eine Biberzucht zur Pelzgewinnung ein. Als diese zwangsweise geschlossen wurde, beschloss die Stadt den Abriss der restlichen Bauten. 1965 wurde der öffentliche Park eröffnet. Die soziale Arbeit für Mädchen und Frauen wird durch den Sozialdienst katholischer Frauen auf Nachbargrundstücken fortgesetzt.